# Franciska Eliassen
Pour les articles homonymes, voir Eliassen.
Franciska Seifert Eliassen, née en 1997, est une réalisatrice, scénariste, productrice, preneuse de son et militante écologiste norvégienne.

## Biographie
Franciska Eliassen fait ses études à l'école supérieure d'art et de cinéma de Norland (no) à Kabelvåg. En parallèle, elle suit des études de philosophie et d’écologie et prépare une  maîtrise en beaux-arts à l'école nationale des arts d'Oslo,.
Selon ses principes écologiques et sa fascination pour l'ermitage, à l'âge de 19 ans, Franciska Eliassen décide de construire une cabane au Lofoten, faite de terre et de bois flotté, sur un terrain prêté par son propriétaire non loin de Kabelvåg. En 2018, elle y réside un an et demi se nourrissant de ce qu'elle récolte alentour, d'un petit potager et de ce qu'elle peut trouver de consommable dans les poubelles. Cette expérience la conforte dans ses convictions écologiques sans nier la dureté de son isolement,,,.
Pendant ses études, elle fait une chute en pratiquant le skateboard et se retrouve à l'hôpital où on lui diagnostique une commotion cérébrale sévère. Pendant cette immobilisation forcée de plusieurs mois, elle travaille sur son ordinateur portable et écoute la radio dont les informations sur les catastrophes écologiques exacerbent et radicalisent sa sensibilité environnementale.
Après quelques escapades en auto-stop à travers la Norvège, elle participe à un voyage organisé par l'Université d'Agder (en) en partance pour l'île de Lesbos en Grèce. Elle visite le Camp de Mória sur lequel elle réalise le court métrage Blue Borders pour dénoncer les conditions de vie dans le camp.   
En 2022, elle présente son premier long métrage Den siste våren, réalisé pour son examen de licence en 2019 et laissé de côté lors de sa convalescence. Ce film à petit budget, réalisé en un temps record et dont elle est productrice, réalisatrice, scénariste et preneuse de son, remporte la  « mention spéciale » au concours des cinéastes du présent et le prix du « meilleur film de Cinéastes du Présent » par le jury jeune au Festival de Locarno. Celui-ci  représente la continuité aboutie de son court métrage Sister réalisé quelques années auparavant.

## Filmographie
Sauf indication contraire, les informations mentionnées dans cette section peuvent être confirmées par les bases de données cinématographiques  présentes dans la section « Liens externes ».

### Courts métrages
- 2018 : Sister
- 2019 : Blue Borders

### Longs métrages
2022 : Den siste våren

### Opératrice du son
- 2018 : Welcome Home d'Armita Keyani
- 2019 : Diastole d'Alexander K. Brucki